# Jonas Gwangwa
Jonas Mosa Gwangwa (* 19. Oktober 1937 in Orlando East, Johannesburg; † 23. Januar 2021 in Johannesburg) war ein südafrikanischer Musiker (Posaune, Arrangement), der großen Einfluss auf die internationale Rezeption der Musik seiner Heimat hatte.

## Leben und Wirken
Gwangwa erhielt seine erste Posaune von Trevor Huddleston (einem späteren Erzbischof); ab 1954 war Gwangwa während seiner Schulzeit am St Peter’s College Teil von dessen Huddleston Jazz Band. Nationale Bekanntheit erreichte er 1959 mit den Jazz Epistles, die die erste südafrikanische Langspielplatte mit Modern Jazz einspielten. Anschließend war er Mitglied der Band, die die Musik für das Musical King Kong spielte; mit diesem Ensemble war er 1961 auf Tournee in England. Am Ende der Gastspielreise ging er in die Vereinigten Staaten, wo er ein Stipendium für die Manhattan School of Music hatte. Er trat mit Herb Alpert auf und wurde Arrangeur und musikalischer Leiter von Harry Belafontes Band. 1965 war er Teil des Konzerts „Sound of Africa“ in der Carnegie Hall, an dem Miriam Makeba, Hugh Masekela und Letta Mbulu teilnahmen. Mit Caiphus Semenya konzipierte er das Musical Buwa. In den folgenden Jahren spielte er in der Band von Masekela, für den er auch arrangierte. Dann war er zehn Jahre der musikalische Leiter der Tourneeproduktion des ANC-Musicals Amandla. Daneben nahm er mit Marc Levin auf.
In den späten 1980er Jahren schrieb er mit George Fenton die Filmmusik zu Cry Freedom, die für den Grammy und den Oscar nominiert und mit dem Golden Globe Award für die beste Filmmusik ausgezeichnet wurde. 1988 trat er beim Nelson Mandela 70th Birthday Tribute Concert im Londoner Wembley-Stadion auf. Erst nach dem Ende der Apartheidpolitik 1991 kehrte er nach Südafrika zurück.
Gwangwa schrieb weitere Filmmusiken und auch die Titelmusik für die Olympiabewerbung Südafrikas 1997. 1999 erhielt er den Order for Meritorious Service in Silber.
2010 wurde er mit dem Order of Ikhamanga in Gold ausgezeichnet.
2016 gab er mit seinen früheren Kollegen von den Jazz Epistles, Masekela und Abdullah Ibrahim, zwei Konzerte.
Seit Juni 2019 litt Gwangwa an einer schweren Krankheit; er starb im Januar 2021 im Alter von 83 Jahren.

## Diskographische Hinweise
- Jazz Epistles Verse 1 (mit Hugh Masekela, Kippie Moeketsi, Dollar Brand, Johnny Gertze und Makaya Ntshoko, 1959)
- Jonas Gwangwa & The African Explosion Who ? (1969)
- A Temporary Inconvenience (Epic, 2000)
- Sounds from Exile (2001)
- Flowers of the Nation (2008, produziert von Koloi Lebona)
- Kekude: Lapho Sivela Khonoa (2009)

## Filmografie
- 1987: Schrei nach Freiheit (Cry Freedom)
- 1990: Screenplay (Fernsehserie, Folge „The Land of Dreams“)
- 1993: Ulibambe Lingashoni (TV-Serie)
- 1995: Verdammt nochmal! Wo bleibt die Freiheit? (Soweto Green: This Is a 'Tree' Story)
- 2004: Südafrika – Wasserhahn und Graswurzel (A South African Love Story – Walter and Albertina Sisulu)

## Lexigraphische Einträge
- Jürgen Schadeberg & Don Albert Jazz, Blues and Swing: Six Decades of Music in South Africa 2007